# Minskaja
Minskaja (Russisch: Минская ) is een station aan de Kalininsko-Solntsevskaja-lijn van de Moskouse metro. Het ligt aan de westzijde van het overwinningspark waar de uitgaande sporen van station Moskva Kievskaja de Minskaja Oelitsa kruisen.

## Geschiedenis
In het ontwikkelingsplan voor de metro uit 1965 werd voor het eerst een metrolijn naar het zuidwesten voorgesteld onder de Mitsjoerinski Prospekt. Deze Kievskaja-radius was ontworpen als verlenging van de Arbatsko-Pokrovskaja-lijn ten westen van Kievskaja. Het eerste station ten westen van Kievskaja was gepland bij het kruispunt Mosfilmovskaja Oelitsa/Oelitsa Kosigina. In 1985 werd het concept van lijnen door de binnenstad ter discussie gesteld en in 1987 volgde een uitgewerkt plan voor randlijnen om het centrum heen. Hierdoor verschoof het tracé in westelijke richting en was het niet langer een verlenging van de Arbatsko-Pokrovskaja-lijn. Begin jaren 90 van de twintigste eeuw lagen drie tracévarianten op tafel maar na de ontbinding van de Sovjet-Unie werd het plan opgeschort en pas in 2005 weer opgepakt. Rond 2000 werden de plannen voor de Arbatsko-Pokrovskaja-lijn gewijzigd, waarbij Minskaja als station tussen Park Pobedy en Slavjanski Boelvar werd ingetekend. Na 2005 werd het zuidelijke deel van de voorgestelde noordwest randlijn verder ontwikkeld tot Solntsevo-radius als westelijke verlenging van de Kalininsko-Solntsevskaja-lijn. De aansluiting tussen beide lijnen zou komen bij Park Pobedy met een overstap op hetzelfde perron, terwijl in het voorstel uit 1987 de noordwest randlijn en de Arbatsko-Pokrovskaja-lijn elkaar haaks zouden kruisen. Omdat Park Pobedy bijna even westelijk als Lomonosovski Prospekt ligt loopt het eerste stuk van de Solntsevo-radius ten westen van Park Pobedy vrijwel noord-zuid onder de Minskaja Oelitsa. Ter wille van de snelheid werd Minskaja aan de Arbatsko-Pokrovskaja-lijn geschrapt en werd voor de Solntsevo-radius alleen een nooduitgang gepland voor de tunnel onder de Minskaja Oelitsa.

## Aanleg
De bouw van de 4,9 km lange tunnels tussen Lomonosovski Prospekt en  Park Pobedy begon op 8 februari 2013 en de tunnelboormachines bereikten de locatie van Minskaja in het voorjaar van 2014. In mei 2013 begon de bouw van de “nooduitgang” ter hoogte van het spoorviaduct over de Minskaja Oelitsa. Op 4 april 2014 werd echter besloten om Minskaja toch als volwaardig station te bouwen. De boormachines hervatten hun werk in de zomer van 2014 en in juli 2014 begon het uitgraven van de bouwput. In de herfst werden de bouwactiviteiten bij het station tot januari 2015 gestaakt. In januari werd de bouw van het station ter hand genomen en eind 2016 was het station klaar voor gebruik. Het traject Ramenki - Park Pobedy werd op 30 december 2016 opgeleverd. Na proefritten in de eerste maanden van 2017 werd het station op 16 maart 2017 geopend als 204e metrostation in Moskou.

## Vormgeving en ligging
Het station is een ondiep gelegen zuilenstation naar een ontwerp in “High-tech stijl” van een groep architecten onder leiding van Leonid Borzenkov. Het basisontwerp is toegepast bij Minskaja, Lomonosovski Prospekt, Ramenki en Ozjornaja, de afwerking en kleurstelling verschilt per station. Minskaja heeft de hoofdkleuren zwart, grijs en rood. Het station heeft de technische aspecten van de Tweede Wereldoorlog als thema als verwijzing naar het nabij gelegen Museum van de Grote Patriottische Oorlog waar militair materieel in het park tentoongesteld is. Het station is afgewerkt met graniet, cermetpanelen, gelamineerde glaspanelen, roestvrij staal en aluminium. In de verdeelhal bestaat de verlichting uit lichtbalken die als driehoeken op het plafond zijn aangebracht. Het 12 meter brede perron is bekleed met grijs graniet en de zuilen zijn opgesierd met afbeeldingen van details van een locomotief waarmee verwezen wordt naar de bovengelegen spoorlijn. 

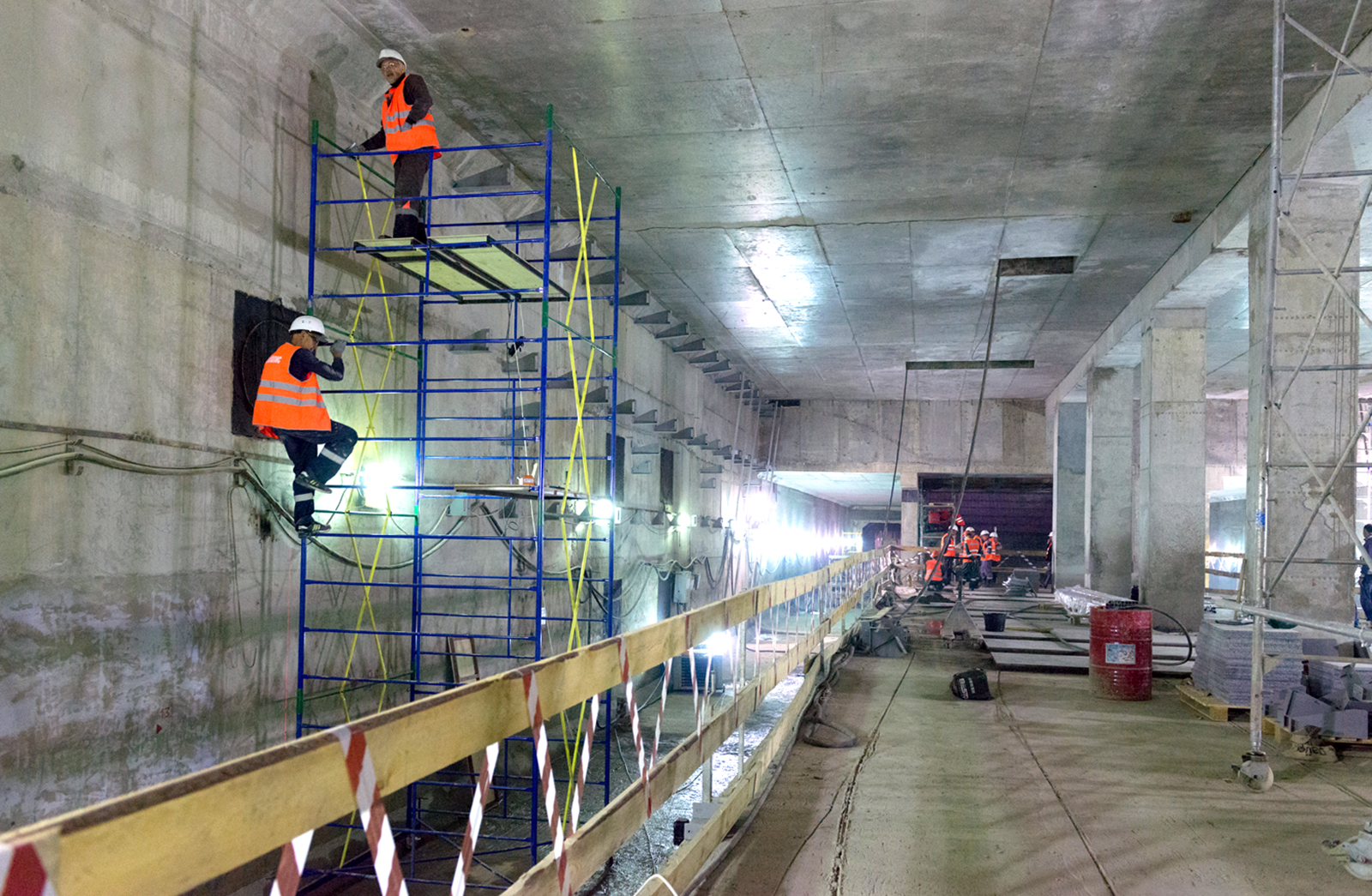
De ruwbouw in juli 2016
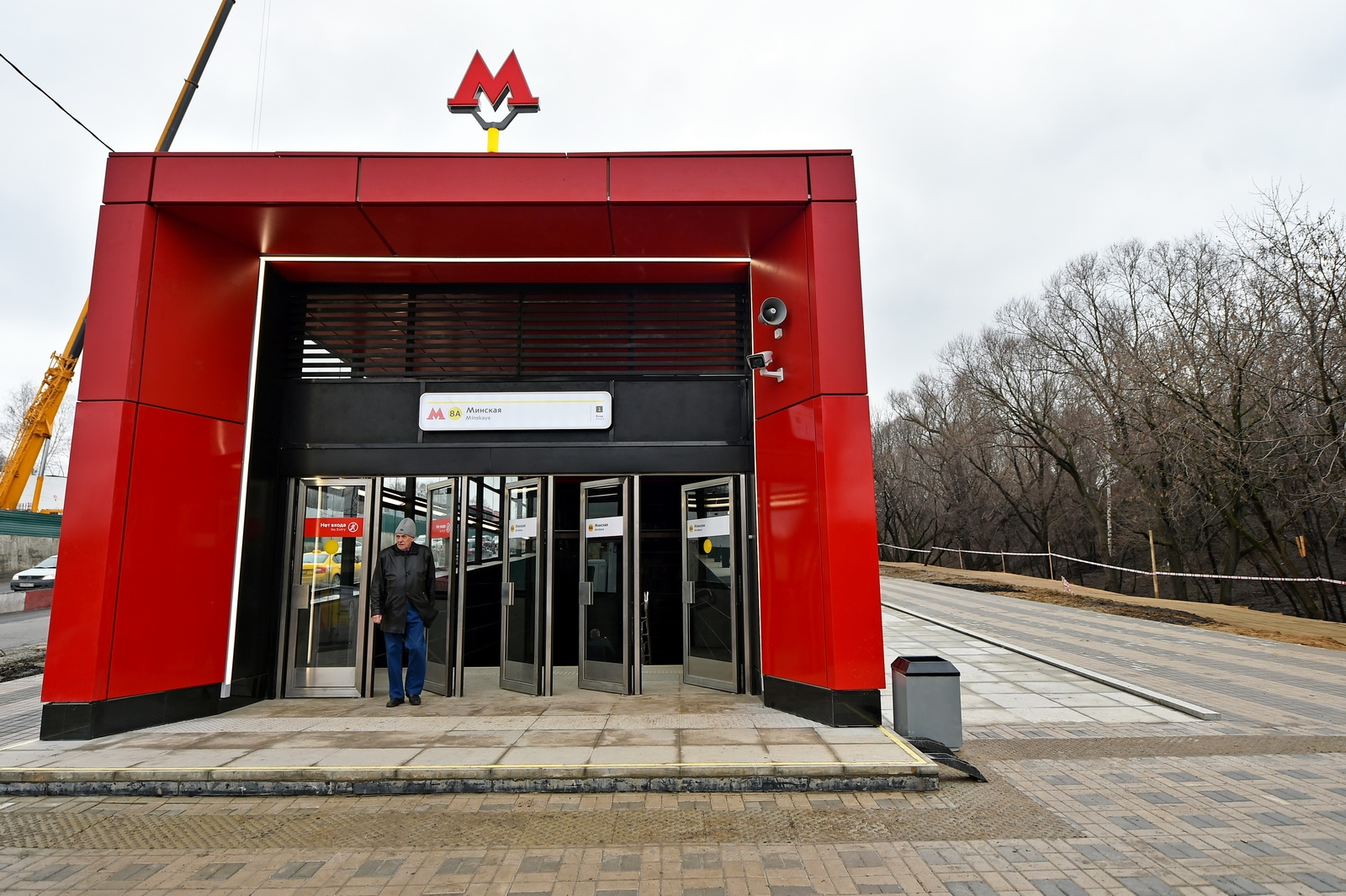
Het oostelijke toegangsgebouw
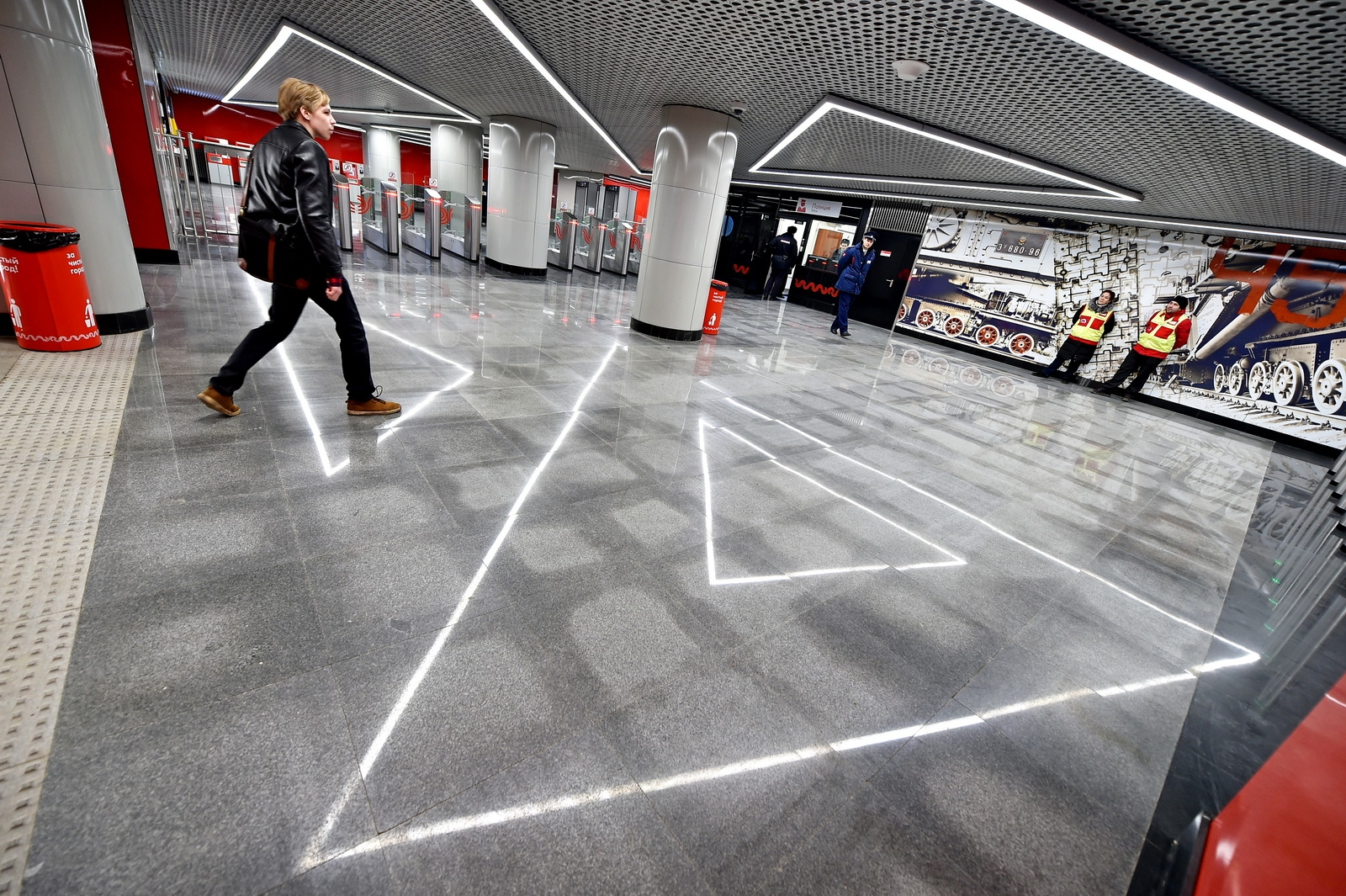
Verdeelhal

Het station ligt onder de Minskaja Oelitsa tussen de Starovolinskaja Oelitsa aan de noordkant en de spoorlijn naar Kiev aan de zuidkant. In het oosten grenst het station aan het overwinningspark en aan de westkant ligt het Matvejevskibos. De verdeelhal is bereikbaar via de twee toegangsgebouwen, met trap en lift, aan weerszijden van de straat. In eerste instantie was alleen het oostelijke toegangsgebouw in gebruik maar sinds 3 mei 2018 is ook de westelijke toegang in gebruik. In 2022 opende het station Minskaja langs de spoorlijn geopend, zodat reizigers tussen de metro en lijn D4 van het stadsgewestelijk net. 